# Anguloa uniflora
Anguloa uniflora là một loài lan and is the type species of its genus.

## Hình ảnh

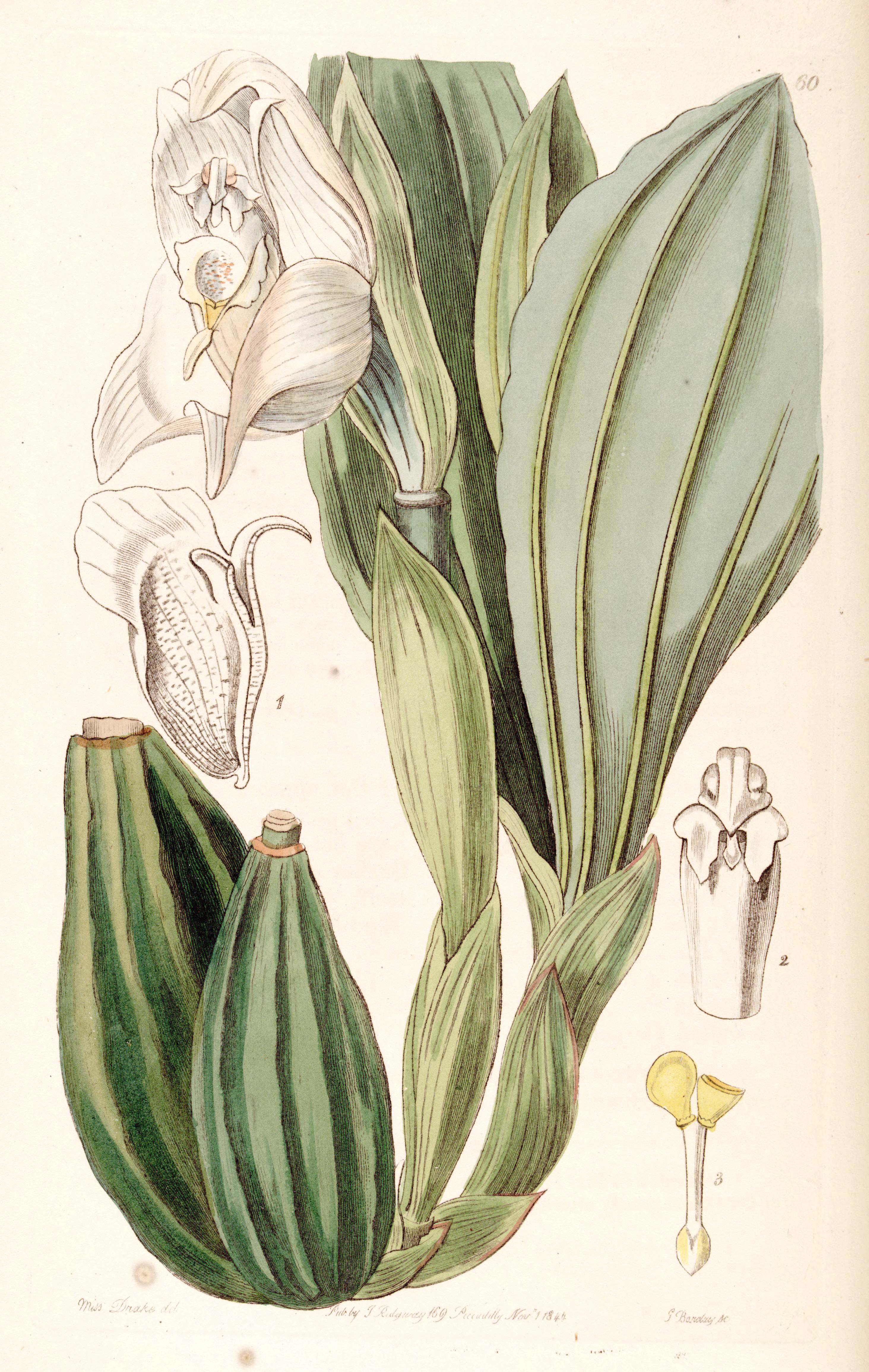
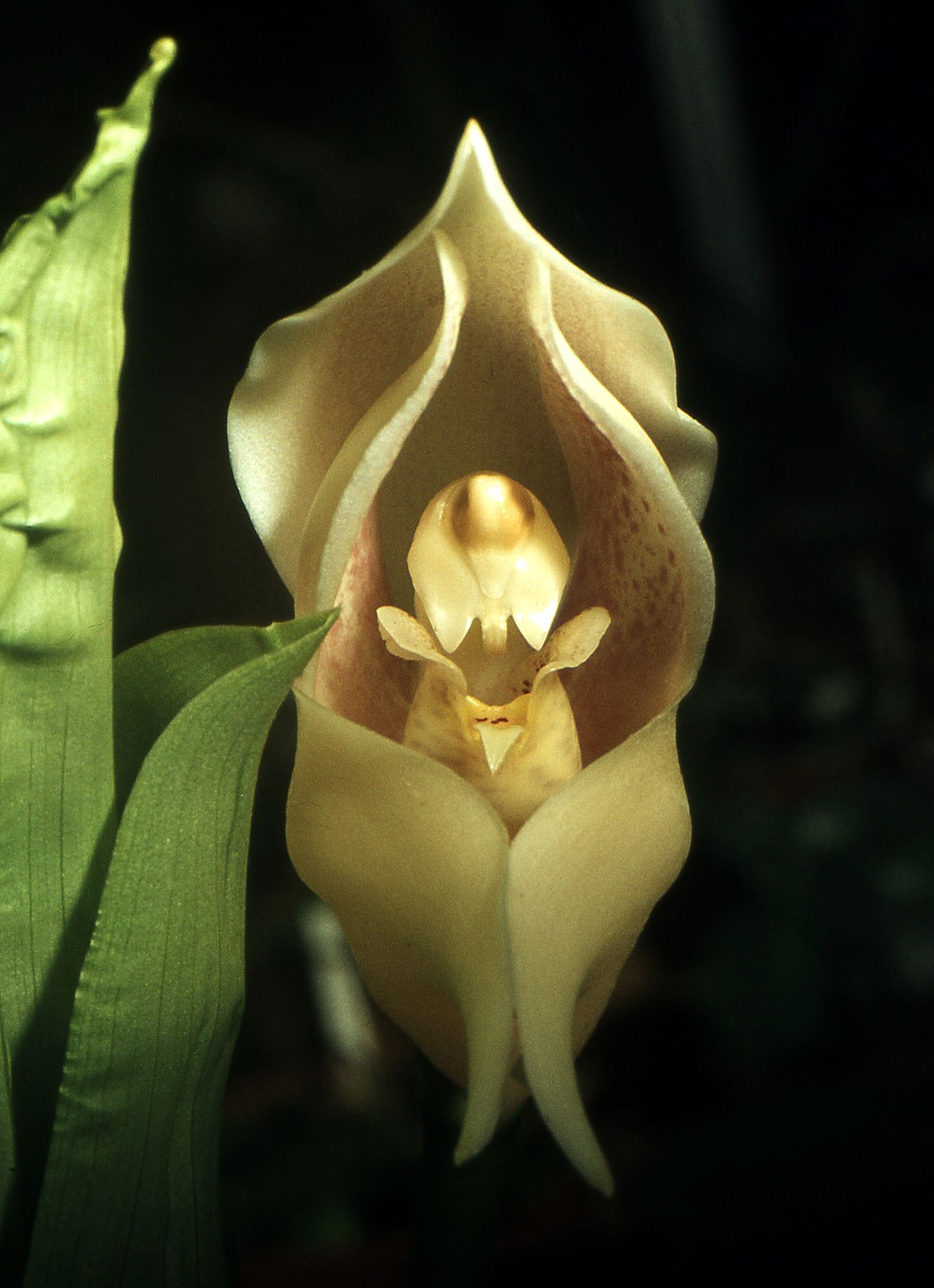
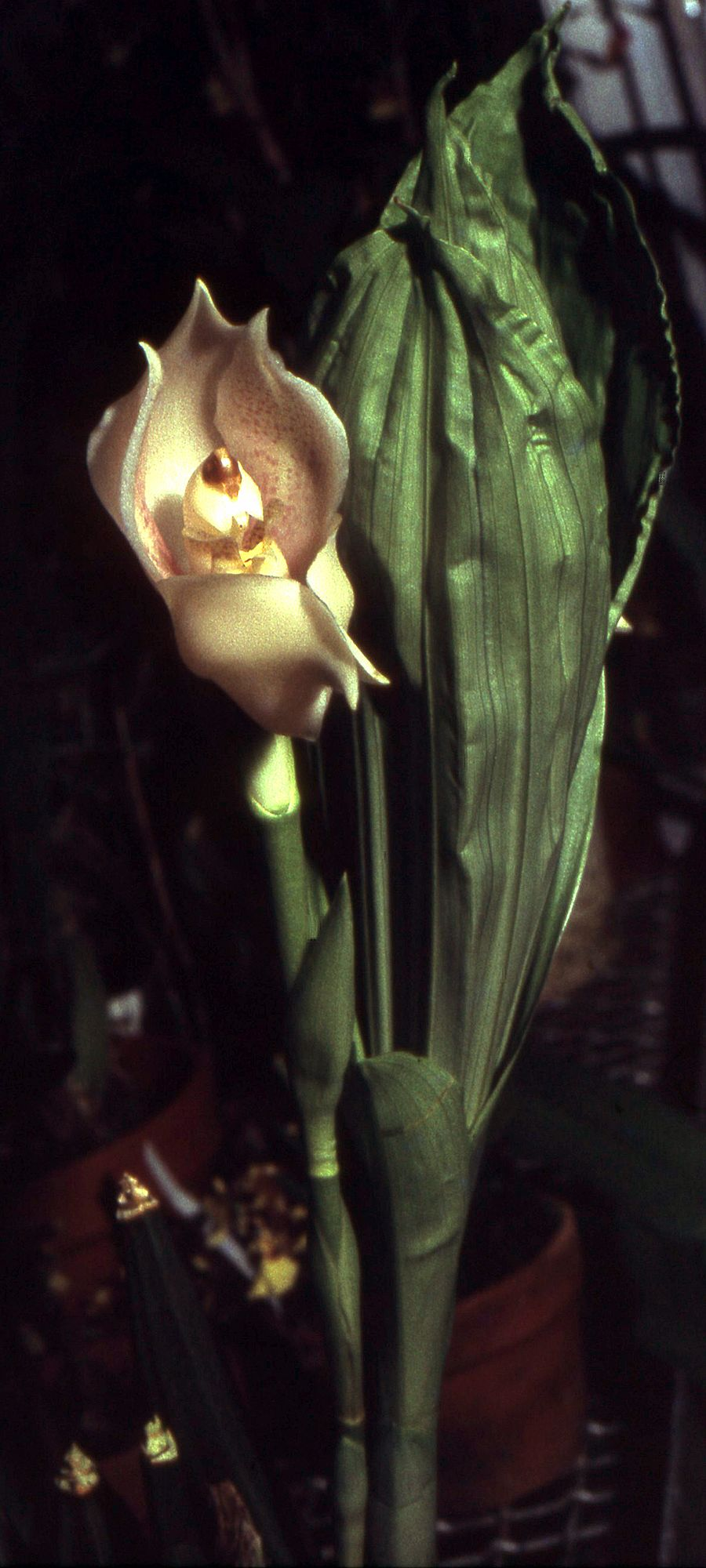
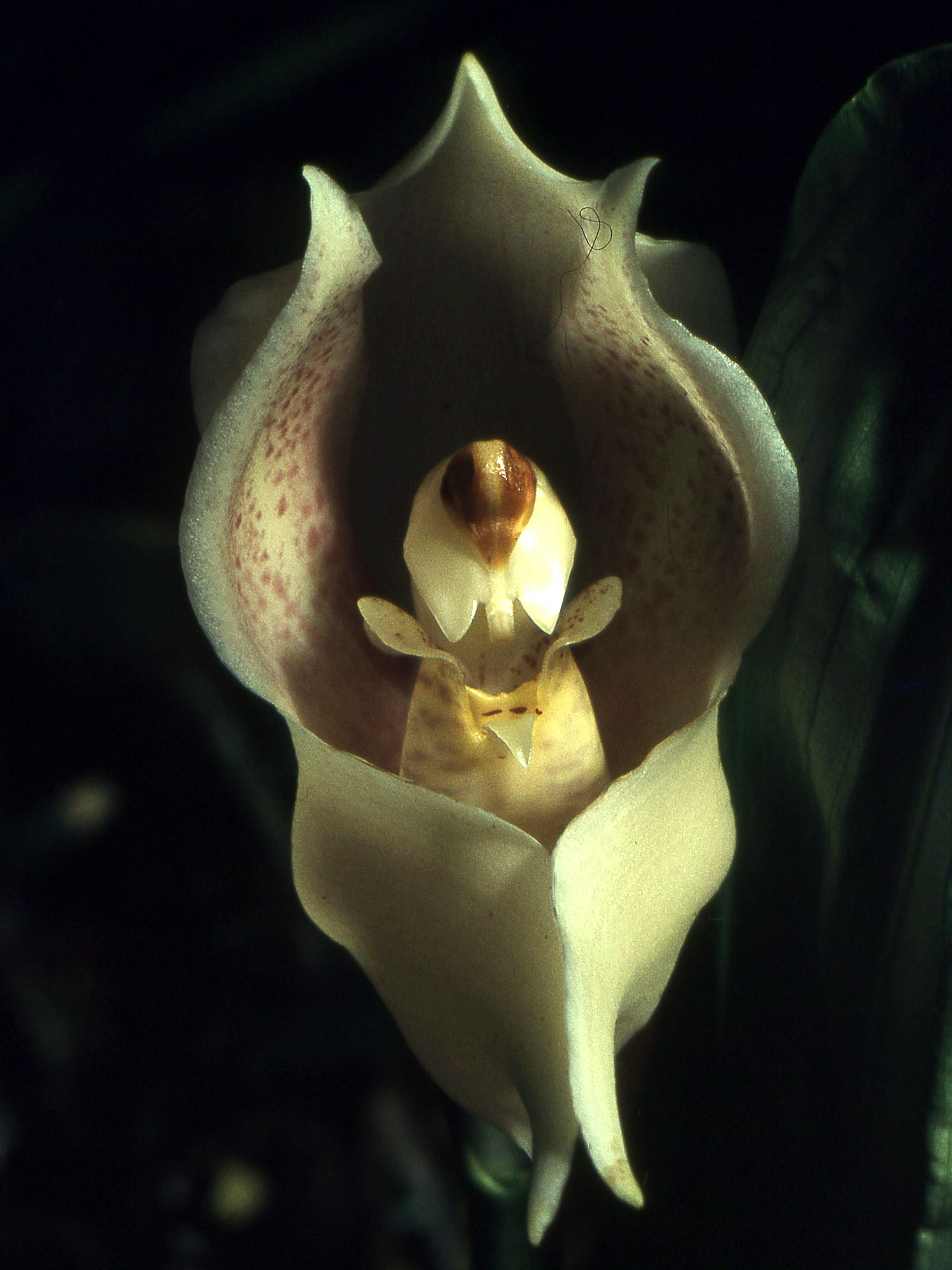

- Tư liệu liên quan tới Anguloa uniflora tại Wikimedia Commons